# (15605) 2000 GY114
A (15605) 2000 GY114 a Naprendszer kisbolygóövében található aszteroida. A LINEAR projekt keretében fedezték fel 2000. április 7-én.